# 하얀 봄
하얀 봄(白い春)은 간사이 TV와 MMJ(Media Mix Japan Co., Ltd.)가 공동 제작한 화요 연속극이다. 2009년 4월 14일부터 6월 23일까지 매주 화요일 밤 10시에 방영되었으며, 주연은 아베 히로시가 맡았다.

## 개요
드라마 결혼 못하는 남자에서 주인공으로 나왔던 아베 히로시가 오하시 노조미와 부녀지간으로 출연해 아버지의 애틋한 사랑을 잘 묘사한 드라마이다.

## 줄거리
조직 폭력단의 일원이었던 사쿠라 하루오(아베 히로시)에게는 큰 병에 걸린 애인이 있었다. 앞으로는 손을 씻기로 애인과 약속했던 아베 히로시는 애인의 수술비를 마련하기 위해 내키지 않으면서도 청부 살인을 저지르고 만다. 살인을 저지른 뒤 9년간 수감 생활을 하고 출소한 사쿠라 하루오는 애인의 행적을 수소문하던 중 그녀가 수술을 받지 못한 채 죽었다는 걸 알게 되는데, 그러던 중 우연히 어린 사치(오하시 노조미)를 만나게 된다. 그리고 뒤이어 이들을 중심으로 따뜻한 가족애를 보여주는 이야기가 잔잔하게 펼쳐진다.

## 주요 등장 인물
- 사쿠라 하루오(아베 히로시) - 사치의 친부
- 무라카미 사치(오하시 노조미) - 사쿠라 하루오와 다카무라 마리코의 딸
- 다카무라 마리코(곤노 마히루) - 사치의 엄마
- 무라카미 야스시(엔도 켄이치) - 사치를 키워 준 아빠
- 다카무라 가나코(시라이시 미호) - 다카무라 마리코의 동생
- 야스오카 타츠야(데이비드 이토) - 사쿠라 하루오의 둘도 없는 친구
- 니시다 시오리(요시타카 유리코) - 사쿠라 하루오와 우연히 만난 뒤 함께 기거하게 되는 동거인

## 제작진
- 연출 - 미야케 요시시게 외 2명
- 극본 - 오자키 마사야